# Mount Bitgood
Mount Bitgood ist ein 1150 m hoher Berg im westantarktischen Marie-Byrd-Land. Er ragt zwischen Mount Lockhart und Mount Colombo im nordöstlichen Teil der Fosdick Mountains in den Ford Ranges auf.
Kartiert wurde er anhand von Luftaufnahmen, die bei der United States Antarctic Service Expedition (1939–1941) entstanden, sowie anhand von Vermessungen des United States Geological Survey und Luftaufnahmen der United States Navy aus den Jahren von 1959 bis 1965. Das Advisory Committee on Antarctic Names benannte ihn 1970 nach dem US-amerikanischen Geologen Charles D. Bitgood, der im Rahmen des United States Antarctic Research Program zwischen 1967 und 1968 in den Fosdick Mountains tätig war.